# 철문관

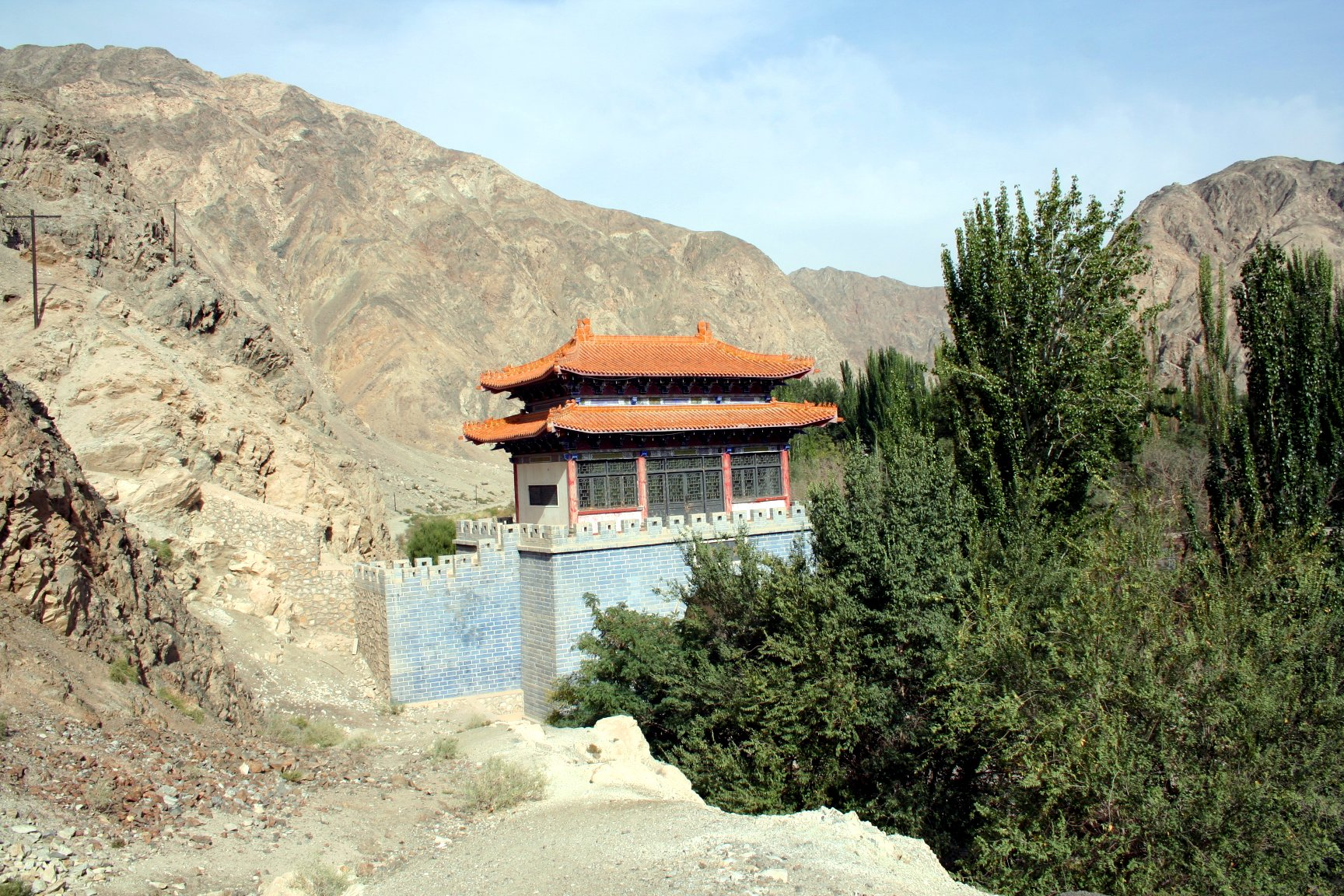
철문관

철문관(鐵門關)은 비단길에서 천산남로의 중요한 요충지로 흉노족의 침입을 막기 위해 진나라 때 처음 설치되었다. 쿠얼러에서 20분 거리로 지금은 남아 있는 유적이 거의 없고, 성벽의 흔적만 남아 있다. 지금의 철문관은 최근에 다시 지어진 것이다.
철문관의 흔적은 흉노가 서역을 다스리던 BC 174년에 동복도위(僮僕都尉)가 수비를 했다는 첫기록이 있다. BC 138-119 장건이 서역을 정벌하러 갈 때도 두번을 지나갔다는 기록이 있으며, 현재의 것은 위진남북조 시대에 건설되었고, 당나라 때는 이곳에 관리들을 상주시켰다.
7세기 중엽 당나라의 고승인 현장의 여행기인 대당서역기(大唐西域記)와 8세기 혜초의 왕오천축국전(往五天竺國傳)의 행로에서도 철문관(鐵門關)을 거쳐 안국(安國)으로 갔다고 기록되어 있다.
13세기 전진파의 도사 장춘진인 구처기도 1220년 제자 18인과 함께 산동성에서 출발하여 철문관 등지를 거쳤다는 기록이 나온다. 이것은 그의 제자 이지상(李志常)을 통해 1권의 단편인 "장춘진인서유기(长春真人西游记)"로 편찬되었다.

## 같이 보기
- 옥문관